# Diecezja Kottar
Diecezja Kottar – diecezja rzymskokatolicka w Indiach. Została utworzona w 1930 z terenu archidiecezji Quillon.

## Ordynariusze
- Lorenzo Pereira † (1930–1938)
- Thomas Roch Agniswami, S.J. † (1939–1970)
- Marianus Arokiasamy † (1970–1987)
- Leon Augustine Tharmaraj † (1988–2007)
- Peter Remigius 2007 - 2017
- Nazarene Soosai 2017 -